# Genista tinctoria
La ginestra minore (Genista tinctoria L., 1753)è una pianta arbustiva appartenente alla famiglia delle Fabacee.
La pianta è spontanea nell'ambiente mediterraneo collinare, in radure di boschi di querce, lecci e pini.
La pianta contiene un isoflavone, la genisteina, isolato nel 1899.

L'isoflavone ha proprietà tintorie, dando pigmenti di colore giallo pulcino di buona stabilità, usati in passato per tingere la lana, il lino ed il cotone.
In rimonta con l'azzurro-indaco estratto dalle foglie di Isatis tinctoria, veniva prodotto un verde molto stabile.